# Paranecepsia alchorneifolia
Paranecepsia alchorneifolia är en törelväxtart som beskrevs av Radcl.-sm.. Paranecepsia alchorneifolia ingår i släktet Paranecepsia och familjen törelväxter. Inga underarter finns listade i Catalogue of Life.